# Pseudocreobotra wahlbergi
Espèce
Pseudocreobotra wahlbergi, ou Mante fleur, est une mante de la famille des Hymenopodidae, particulièrement spectaculaire, car sa morphologie adopte celle des fleurs de son environnement. Elle a été nommée par Carl Stål en l'honneur de l'entomologiste suédois Peter Fredrik Wahlberg (1800-1877).

## Description
Habituellement de couleur verte, cette mante d'environ 4 cm (jusqu'à 5 cm pour les femelles) possède d'éclatantes ocelles cerclées de blanc avec un trait noir sur les ailes formant une sorte de chiffre 9. Lorsqu'elle déploie ces dernières, cela constitue une défense efficace contre les prédateurs, ou bien cela lui sert à attirer ses proies qui la prennent pour une fleur.

## Distribution
La Mante fleur se rencontre en Afrique de l'Est et du Sud. L'exemplaire-type se trouve en Éthiopie méridionale. On en trouve également dans la savane d'Angola, du Kenya, du Congo, du Malawi, du Mozambique, de Tanzanie avec Zanzibar, en Zambie, au Zimbabwe (ex-Rhodésie) et au Transvaal.